# Уолш, Эйдан
Эйдан Уолш (род. 28 марта 1997, Белфаст) — ирландский боксёр-любитель, выступающий в полусредней и в первой средней весовых категориях. Член национальных сборных Ирландии и Северной Ирландии по боксу. Бронзовый призёр Олимпийских игр 2020 года, чемпион Игр Содружества (2022), серебряный призёр Игр Содружества (2018) в любителях.

## Любительская карьера
Эйдан Уолш тренируется в боксерском клубе Монкстауна, его трениры Джон Конлан, Питер Брэди и Дамиан Кеннеди.
На чемпионате Европы среди юниоров 2013 года в Анапе он стал шестнадцатым, но выиграл золотую медаль в полусреднем весе на Молодёжных играх Содружества в 2015 году.
Он стал обладателем серебряной медали в полусреднем весе на Играх Содружества 2018 в Голд-Косте. На чемпионате мира 2019 года в Екатеринбурге он проиграл во втором раунде соревнований.
Победил Павла Каманина, Вахида Хамбли и Евгения Барабанова в европейской олимпийской квалификации он получил лицензию на Олимпийские игры в Токио. На Олимпийских играх в Токио, которые проходили летом 2021 года, ирландский спортсмен в весовой категории до 69 кг сумел дойти до полуфинала, по ходу соревнования выбив из борьбы спортсменов из Камеруна и Мавритании. В полуфинале не вышел на ринг и пропустил в решающий поединок Пэта Маккормака, завоевав бронзовую медаль Игр.